# Acidiella malaisei
Acidiella malaisei
 es una especie de insecto del género Acidiella de la familia Tephritidae del orden Diptera. 
Erich Martin Hering la describió científicamente por primera vez en el año 1938.